# Centralny Komitet Narodowy (1914)
Centralny Komitet Narodowy – reprezentacja polityczna stronnictw galicyjskich działająca od lipca do sierpnia 1914 r.

CKN powstał 28 lipca 1914 r. we Lwowie po wybuchu I wojny światowej z inicjatywy narodowych demokratów. Nazwę przyjęto w nawiązaniu do tradycji powstania styczniowego. Trzon tego luźnego ugrupowania stanowili politycy Stronnictwa Demokratyczno-Narodowego, Stronnictwa Prawicy Narodowej (podolaków) i Polskiego Stronnictwa Ludowego „Piast”, których przedstawiciele wchodzili do Prezydium lwowskiego komitetu (prezes – Tadeusz Cieński, członkowie: Witold Czartoryski, Leon Piniński, Stanisław Głąbiński i Wincenty Witos). W skład CKN weszli również reprezentanci innych stronnictw i organizacji galicyjskich takich jak: Narodowy Związek Chrześcijańsko-Ludowy, Grupa „Rzeczypospolitej”, Stronnictwo Katolicko-Narodowe, Lwowskie Stronnictwo Mieszczańskie, Związek Polskich Organizacyj Narodowych, Towarzystwo Uczestników Powstania 63 r., Polskie Towarzystwo Gimnastyczne „Sokół”, Drużyny Bartoszowe i część Polskich Drużyn Strzeleckich na czele z Aleksandrem Ładosiem. Płaszczyzną współdziałania miała być polityczna współpraca dotycząca wypracowania stanowiska Polaków wobec rozpoczynającej się wojny. Większość sił politycznych współtworzących lwowski komitet w dotychczasowych sporach orientacyjnych opowiadała się zdecydowanie przeciwko Niemcom a zarazem za rozwiązaniem sprawy polskiej w oparciu o Rosję. W związku z powszechnymi wówczas w społeczeństwie galicyjskim nastrojami antyrosyjskimi jak również chcąc przyciągnąć do współpracy szersze spektrum sił politycznych odezwę CKN wydaną 5 sierpnia 1914 roku cechuje wyraźny kompromis polityczny a także szereg niedomówień wynikających z ówczesnej sytuacji:

…Pierwszym nakazem rozumu politycznego jest umieć pamiętać. Polacy pamiętają, że jedynie w monarchii Habsburskiej mają swobodę narodowego rozwoju, której wszędzie są pozbawieni.
W chwili, gdy monarchia znalazła się w niebezpieczeństwie wojennym, każdy Polak tego kraju odczuł i zrozumiał, iż obowiązkiem polskiego honoru jest, nie skąpiąc największych ofiar krwi i mienia stanąć w obronie państwa, od którego w czasie pokoju tyle zaznaliśmy dobra. Ale więcej niż to co nakazuje obowiązek, spełnić może i spełnić pragnie naród, jeżeli zrodzi się w nim przekonanie, że niezawisłość narodowa, której zadatki już miał pod berłem habsburskim, stanie się udziałem i innych ziem polskich, dotąd pogrążonych w strasznym uścisku rosyjskim ...

Po rozpoczęciu działań militarnych i politycznych w Królestwie Polskim przez Józefa Piłsudskiego, popieranych przez irredentystów skupionych wokół Komisji Skonfederowanych Stronnictw Niepodległościowych, politycy CKN uznali że najlepszą drogą do marginalizacji inicjatywy strzeleckiej będzie jej zamknięcie w legalnych galicyjskich ramach. Stąd wzięli udział w rozmowach konsolidacyjnych stronnictw galicyjskich zorganizowanych przez krakowskich konserwatystów w wyniku których powstał Naczelny Komitet Narodowy, a organizacje dotychczas wchodzące w skład lwowskiego komitetu stały się jego częścią składową.